# 阿尔泰山脉

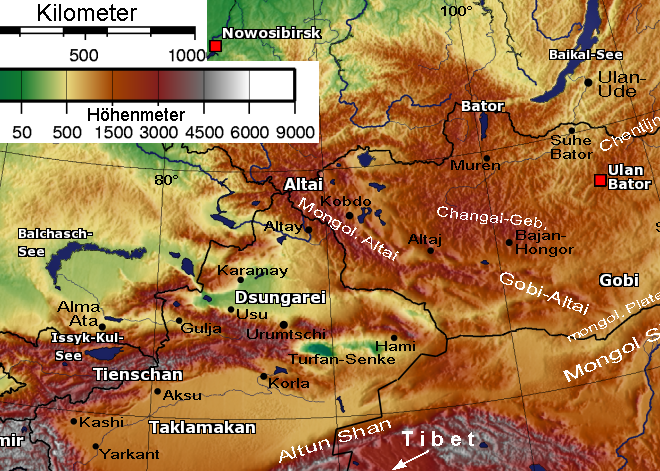
阿爾泰山脈的位置（圖中以Mongol, Altai標示）

阿尔泰山脉从中国新疆维吾尔自治区北部和蒙古西部一直延伸至俄羅斯境内與哈薩克東部，呈西北—东南走向，长2,000公里，海拔1,000—3,000米，北部平均海拔2,050米，南部平均海拔2,377米。中国境内的阿尔泰山脉属中段，长500余千米。高峰有別盧哈山（4,506米），友谊峰（4,374米）和中蒙俄交界的奎屯峰（4,082米）等。阿尔泰山脉森林、矿产资源丰富，清朝也稱金山，因為阿爾泰在蒙语中意味「金山」，汉朝就开始有採金活动，至清朝在山中淘金的人曾多达5万多人。阿尔泰语系亦从此得名。

## 历史
阿尔泰山山脉山岩上遗留有2000-3000余年前古游牧民族的丰富岩画。从阿勒泰地区吉木乃县、哈巴河县，直到该地区最东部的青河县，逢山必有岩画。
阿尔泰山山脉最早的居民是塞種、之後是月氏和烏孫。永元三年（91年），东汉和帝劉肇滅北匈奴于金微山下，北匈奴西遷；南北朝时期突厥人居于金山之阳；现在阿爾泰山西側為哈萨克族、北側為蒙古族。

## 地理
阿尔泰山发育有现代冰川；西部的山体最宽，愈向东南愈狭窄，高度亦渐低下；从东北部自西北向东南山势逐渐降低到3000～3500米左右。山前有西北大断，向南西逐渐下降到额尔齐斯河谷地，呈4级阶梯，山地轮廓呈块状和层状；只在高山地区有冰蚀地形并有现代冰川，是中国最北端的现代冰川分布中心；除沿北西向断裂作串珠状分布有断陷盆地外，无大型纵向谷地；阿尔泰山是典型的断块山。与天山山脉、昆仑山脉、塔里木盆地、准噶尔盆地形成“三山夹两盆”。山岭将鄂毕河、额尔齐斯河等大河的水与流入浩瀚的中亚盆地的河流的水分离开来。发源于山地的河流出山后受断裂控制，汇入额尔齐斯河流向西北，成为鄂毕河上游，是中国唯一流入北冰洋的河流。山地植被垂直分布明显。1100米以下为山麓草原带；1100～2300米为森林带，生长西伯利亚松、西伯利亚冷杉、云杉等；2300米以上为山地草甸带与亚高山草甸带，为良好的夏季牧场。低处山间盆地有少量农业。山地富藏有色金属。
地质构造上属阿尔泰地槽褶皱带。山体最早出现于加里东运动，华力西运动末期形成基本轮廓，此后山体被基本夷为准平原；喜马拉雅运动使得山体沿袭北西向断裂发生断块位移上升，才形成了眼下的阿尔泰山面貌。1931年发生8级地震。并伴随产生近南北向的断层 ，延续40～60千米。阿尔泰山北部一带丘陵将它们与西西伯利亚平原分隔开来，阿尔泰山东北部与西萨彦岭相接。最高峰為友谊峰海拔4374米。接著先向东南然后再向东延伸至蒙古南部，稱戈壁阿尔泰山。
阿尔泰山山体浑圆，山坡广布冰碛石，U形谷套U形谷，古冰斗成层排列，羊背石、侧碛、中碛、终碛等清晰可见。阿尔泰山有多级夷平面，一般公认有4级，2010年统计时，海拔分别为2900～3000米，2600～2700米，1800～2000米及1400～1600米。地貌垂直分带明显，由高而低有：现代冰雪作用带，海拔3200米以上，以友谊峰和奎屯峰为中心，发育了山谷冰川、冰斗冰川、悬冰川。霜冻作用带，2400～3200米，古冰蚀地形清晰，积雪长达8个月，以寒冻风化为主；侵蚀作用带，1500～2400米，以流水切割为主；干燥剥蚀作用带，1500米以下。土壤由高到低，主要分布有冰沼土、高山草甸土、亚高山草甸土、生草灰化土、灰色森林土、黑钙土、栗钙土、棕钙土等。

## 氣候
阿爾泰山区气候是十足大陆性的，由于亚洲大反气旋亦即高压区的影响，冬季漫长而酷寒。1月气温在丘陵间的-14℃到东部有遮挡的山谷中的-32℃，而在楚河草原地带，气温可以遽降至奇冷的-60℃。间或有一两块永久冻土带，属覆盖北西伯利亚广阔地区的永久冻土带。7月的气温和煦乃至炎热──白天高温常达24℃，有时在低坡处高达40℃ ──但是在高地的大部分地方，夏季却是短暂而又凉爽。在西部，特别是在1524～1981米之间的高地，降水量高，约20～40吋，终年降水量可多达80ml。继续往东，总降水量可减少到1/3，有些地区则根本无雪。冰川覆盖最高峰侧翼，它们有1500条左右，覆盖面积约648平方公里。
阿尔泰山耸立于亚洲腹部的干旱荒漠和干旱半荒漠地带，西风环流带来大西洋水汽，顺额尔齐斯河谷地和斋桑谷地长驱直入，向北遇阿尔泰山，受逼抬升降水。降水较为丰富，降水随高度递增和由西而东递减，冬夏多，春秋少，低山年降水量200～300毫米，高山可达600毫米以上；降雪多于降雨，且积雪时间随高度增加而延长，中高山积雪长达6～8个月，低山仅5～6个月，雪线低至海拔2800米左右，是中国最低的雪线；气温变化随高度增加而递减。阿尔泰山区气候垂直梯度变化明显，具有冬长夏短而春秋不显的特征。
整个地区属大陆性气候，夏季温暖多雨；冬季严寒，山谷中少雪而高山地带大雪纷飞。这里年平均温度为0度，其中7月份高山雪线以下的地区平均温度为15-17度，冬季最低气温达到-62度年均降水量在500-700毫米之间。

## 水系
阿尔泰山径流较丰富，发育了额尔齐斯河与乌伦古河。两河皆构成典型不对称的梳状水系。额尔齐斯河是新疆境内唯一外流河，中国境内流域面积5万平方公里，全长546公里；河水补给来源主要为降水、积雪融水和冰川等，多年平均径流量100多亿立方米，占阿尔泰地区总径流量89%，注入斋桑泊，最后流入北冰洋。乌伦古河全长573公里，注入吉力湖后流入于乌伦古湖，流域面积2.2万平方公里，补给来源亦以冬季积雪为主，多年平均径流量11亿立方米。两河上游多峡谷和断陷盆地，落差大，水流清澈，含泥沙少，水力蕴藏量约50万千瓦。

## 生態
阿尔泰山的植物种类达2000余种，其中有17种属濒危物种，212种为该地所特有，而最引人注目的当属桤木，它只生长在东阿尔泰地区。森林树种主要以西伯利亚冷杉、落叶松和白杨为主。植物种类的丰富繁茂以及特有的分布归因于该地不同的气候条件和几乎与世隔绝的地理环境。森林-西伯利亚无树大草原所占的面积很小，它是西西伯利亚无树大草原和阿尔泰山森林的过渡带；北面的山坡上长满了松树和白桦；雪松、落叶林、矮树丛及高山草场是次高山的典型植被；辽阔的苔原地带则主要生长着苔藓和地衣。在阿尔泰山可以看出4个相当分明的植被区，山地亚沙漠带、山地草原带、山地森林带及高山带。山地草原带在北部高约610米，在南部和东部高达2012米。草甸和混生草草原以草皮草、牧草和草原灌木为特征。山地森林带由泰加林（亦称北方森林，即沼泽地针叶林）构成，大约覆盖70%的山地面积，大多分布在中低山区。森林可以达到海拔1981米，但在阿尔泰山的中部和东部比较干燥的山坡上可以延伸到海拔2438米左右。最为普遍的是针叶树种落叶松，枞，及松（包括西伯利亚石松），但也有大片地区为次生桦木森林和白杨森林所覆盖。在蒙古阿尔泰山和戈壁阿尔泰山实际上并不存在森林带，但却有零星的针叶树丛生长在河谷里。高山带植物和亚高山灌木次于广泛用作夏季牧场的草甸，其次是苔和裸石及冰──仅见于最高的山岭。3000～3500米以上植被为苔藓类垫状植物；2600～3500米为高山-亚高山草甸草原；1300～2600米为森林草原带；800～1300米是灌木草原；植被分布下限由西向东升高，如森林下限为1200～1900米，灌木草原下限为500～1500米，荒漠上限则为500～1100米。动物依从植被模式。各种齧齿类生活在山区半沙漠带和草原带，鸟类包括雕、鹰、红隼、花尾榛鸡和啄木鸟。哺乳動物則有旱獭、跳鼠、羚羊、熊、猞猁、石山羊、雪豹、山羊、麝和松鼠。

## 圖片

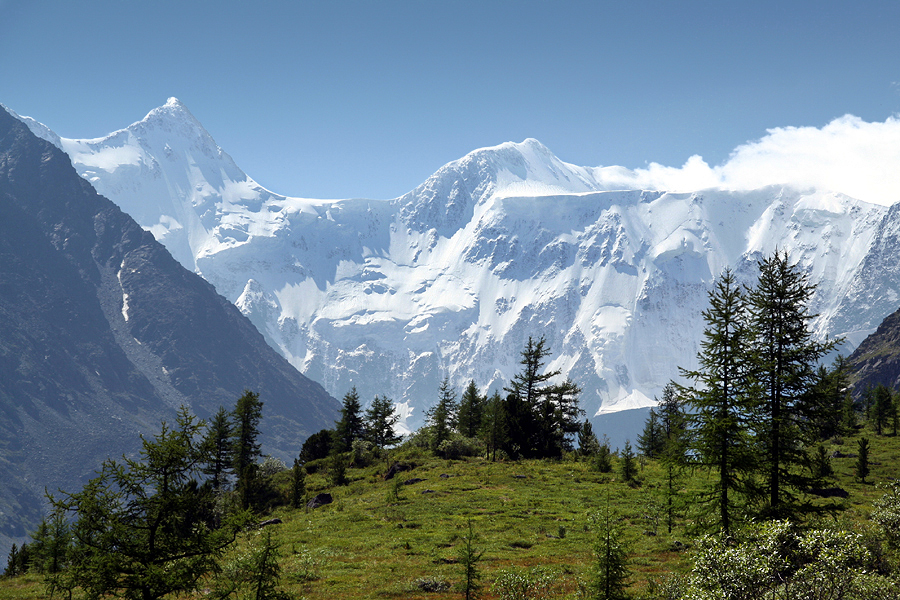
別盧哈山
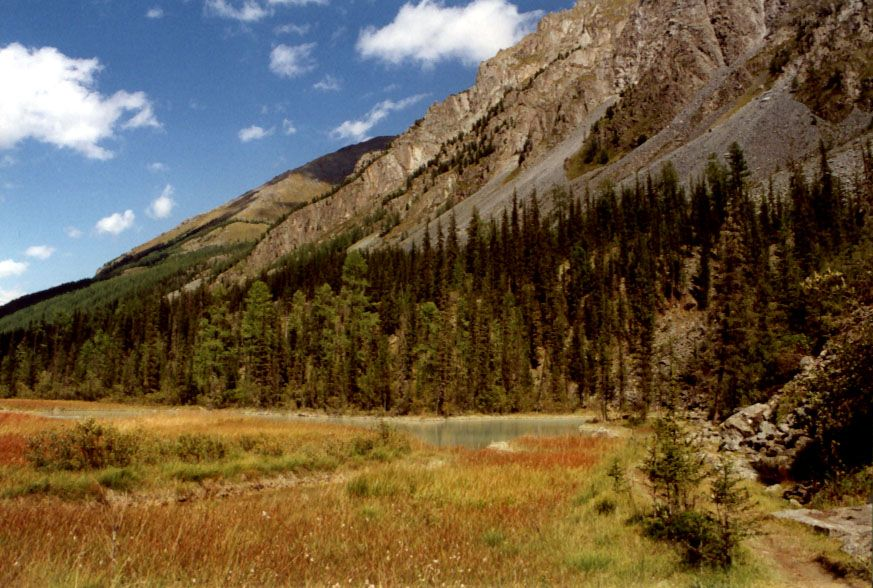
Kutsherla谷
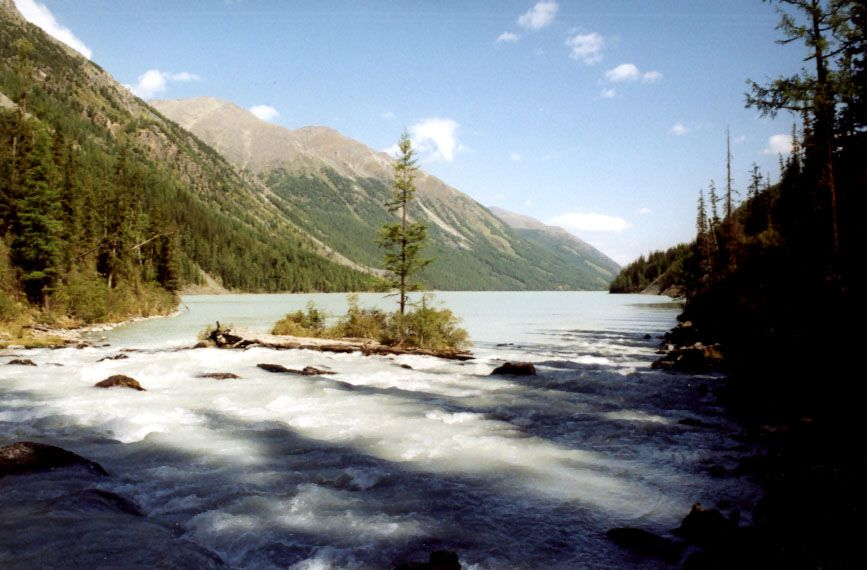
Kutsherla湖
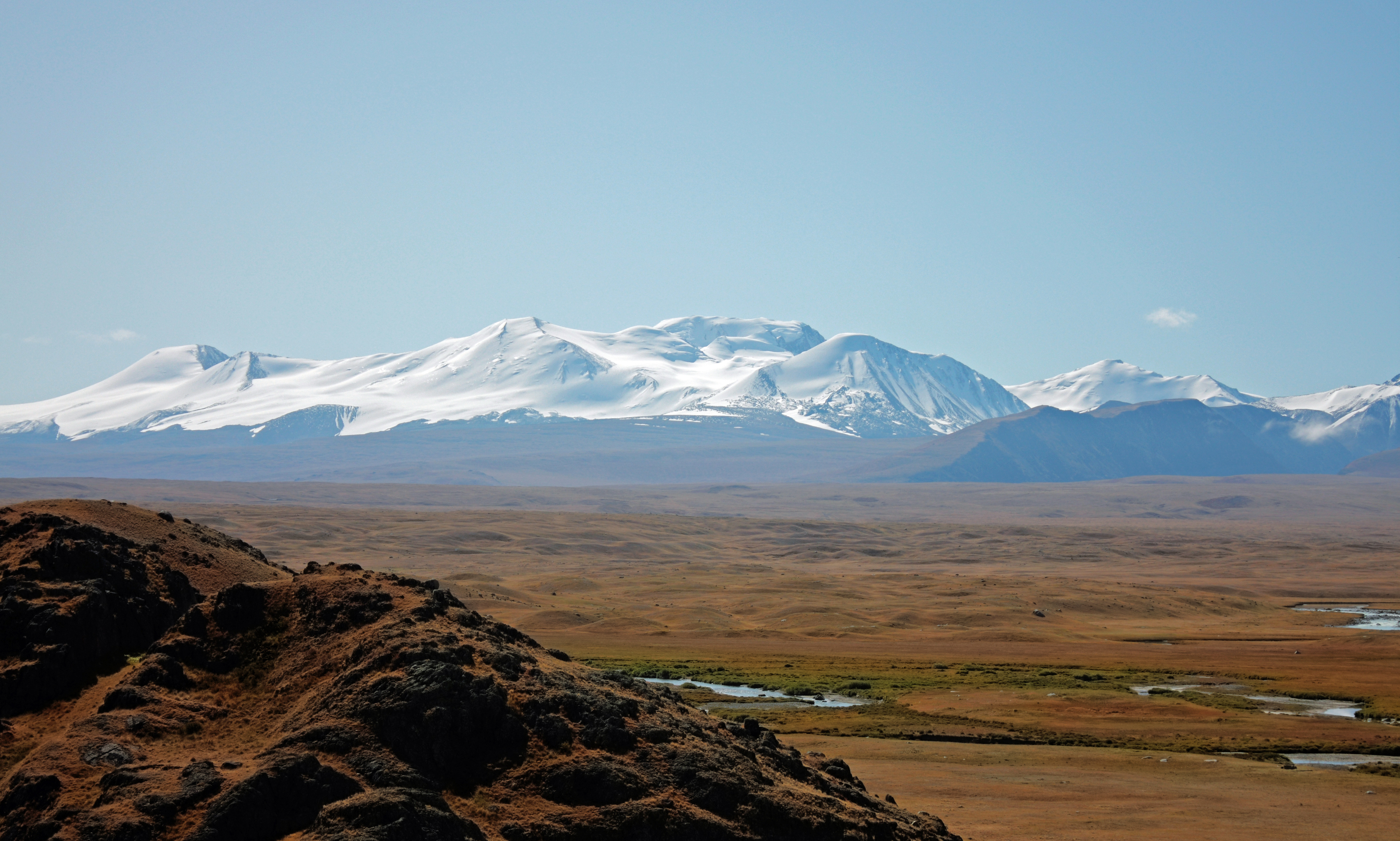
塔弯博格多